# Горж (жудец)
Горж (рум. Judeţul Gorj) — румынский жудец в регионе Валахия.

## География
Жудец занимает территорию в 5602 км².
Граничит с жудецами Вылча — на востоке, Мехединци и Караш-Северин — на западе, Хунедоара — на севере и Долж — на юге.

## Население
В 2007 году население жудеца составляло 381 643 человека (в том числе мужское население — 188 538 и женское — 193 105 человек), плотность населения — 68,12 чел./км².
| Год  | Население |
| ---- | --------- |
| 1930 | 253 812   |
| 1948 | 280 524   |
| 1956 | 293 031   |
| 1966 | 298 382   |
| 1977 | 348 521   |
| 1992 | 401 021   |
| 2002 | 387 308   |
| 2011 | 334 238   |

## Административное деление
В жудеце находятся 2 муниципия, 6 городов и 62 коммуны.

### Муниципии
- Тыргу-Жиу
- Мотру

### Города
- Ровинари
- Бумбешти-Жиу
- Тыргу-Кэрбунешти
- Новач
- Циклени
- Тисмана